# Videografia de Elis Regina
Este anexo lista a videografia da cantora brasileira Elis Regina.

## VHS
- Elis (1988) Compilação de imagens do arquivo da Rede Bandeirantes. Editado por Rogério Costa. Cores. VideoBand.

## DVD
- Programa Ensaio Elis Regina (2004) TV Cultura-SP, 1973: entrevista e números musicais. Direção de Fernando Faro. P&B. Trama.
- Grandes Nomes Elis Regina Carvalho Costa (2005) TV Globo, outubro de 1980. Direção de Daniel Filho. Inclui entrevista com o diretor. Cores. Som Livre/Trama.
- Elis - Edição Especial (2006) TV Cultura-SP, janeiro de 1982. Versão remasterizada do LP "Elis" de 1980, último LP gravado pela cantora. Contém vídeo com a última aparição de Elis na televisão, no programa "Jogo da Verdade" em janeiro de 1982. Inclui fotos do show Trem Azul, de 1981, o último de sua carreira. Cores. Trama.
- Série "Elis" ("Na Batucada da Vida", "Doce de Pimenta" e "Falso Brilhante") (2006) TV Bandeirantes, décadas de 70 e 80: Caixa com 3 DVDs, com vídeos diversos de Elis Regina com participação de ilustres convidados e músicos. Contêm entrevistas de João Marcelo Bôscoli, filho da cantora e da própria em duas ocasiões: no programa "O Poder da Mensagem" da Rádio Bandeirantes com o jornalista Hélio Ribeiro em 1975 e no programa "Vox Populi" da TV Cultura em 1978. Direção de Roberto de Oliveira. Cores e P&B. EMI/Band Music.

## DVD - aparições especiais
- Phono 73 – O canto de um povo (2005) Phonogram (Universal), 1973: Elis interpreta Cabaré, ao vivo no Anhembi-SP. Direção de Fernando Faro. Cores. Universal.
- "Mulher 80" (2008) Biscoito Fino/Som Livre, 1979: Elis interpreta "O Bêbado e a Equilibrista", "Maria, Maria" e "Cantoras do Rádio", esta última juntamente com Gal Costa, Rita Lee entre outras intérpretes femininas da época.
- "Chico Buarque - Meu Caro Amigo" (2005) EMI/DVD, 1974: Elis interpreta junto com Chico "Pois É", de Chico e Tom Jobim. Trecho retirado da apresentação de abertura do Teatro Bandeirantes em São Paulo no ano de 1974.